# .vg
.vg e интернет домейн от първо ниво за Британски Вирджински острови. Администрира се от AdamsNames. Представен е през 1997 г.